# بلير تشيري
بلير تشيري (بالإنجليزية: Blair Cherry)‏ هو لاعب كرة قدم أمريكية أمريكي، ولد في 7 أغسطس 1901 في كيرينس في الولايات المتحدة، وتوفي في 10 سبتمبر 1966.